# سفيتلانا بوغدانوفا
سفيتلانا بوغدانوفا هي لاعبة كرة الماء روسية، ولدت في 3 أكتوبر 1976 في كيريشي في روسيا.

## وصلات خارجية
- سفيتلانا بوغدانوفا على موقع الاتحاد الدولي للسباحة (الإنجليزية)
- سفيتلانا بوغدانوفا على موقع اللجنة الأولمبية الدولية (الإنجليزية)
- سفيتلانا بوغدانوفا على موقع أوليمبيديا (الإنجليزية)